# Kotýz (hradiště)
Kotýz (též Na Hradě) je pravěké a raně středověké hradiště u Tmaně ve Středočeském kraji v okrese Beroun. Nachází se v nadmořské výšce 360–412 metrů na plošině Kotýz na západním okraji vrchu Zlatý kůň. Jeho pozůstatky jsou chráněny jako kulturní památka. Plocha hradiště je součástí národní přírodní památky Kotýz.

## Historie
Václav Krolmus v devatenáctém století považoval Kotýz za místo, kde se odehrávala pohanská proroctví. První archeologické výzkumy zde prováděl na začátku osmdesátých let devatenáctého století Břetislav Jelínek a v prvních desetiletích dvacátého století v nich pokračoval Jan Axamit.
Doba vzniku hradiště je nejistá, protože neproběhl žádný výzkum opevnění. Archeologické nálezy z plochy hradiště dokládají osídlení lokality v pozdní době bronzové, halštatské a hradištní.

## Stavební podoba
Hradiště s rozlohou 4,9 hektaru se nachází v nadmořské výšce 360–412 metrů na západním okraji hřbetu Zlatý kůň, který je součástí Hořovické pahorkatiny. Jeho plocha byla zničena erozí, ale dochovaly se pozůstatky opevnění. Vzhledem ke strmým vápencovým skalním stěnám s převýšením až 42 metrů bylo opevnění na jižní a západní straně zbytečné. Také severní stranu chránil přirozeně strmý reliéf, ale zároveň podél vrcholu hřbetu vedlo spíše symbolické opevnění. Jeho nejlépe zachovaný úsek v délce 65 metrů je tvořen valem z volně nasypaných kamenů.
Mohutnější opevnění se v podobě dvou valů dochovalo na východní straně. Starší vnější kamenitý val je 240 metrů dlouhý, 1,5 metru vysoký a čtyři až pět metrů široký. Souběžně s ním vede mladší vnitřní val dochovaný v délce 110 metrů. Jeho šířka se pohybuje od pěti do sedmi metrů a výška dosahuje 2,3 metru. Také on má kamenné jádro.

## Přístup
Hradiště se překrývá s národní přírodní památkou Kotýz a je přístupné po žlutě značené turistické trase od rozcestí Havlíčkův mlýn k tzv. Jelínkově bráně a ke Koněpruským jeskyním.